# Црква светог Јована из Непомука
Црква светог Јована из Непомука је црква у облику петокраке посвећена св. Јовану из Непомука у месту Ждјар на Сазави на Зеленој Хори (немачки језик: Gruneberg ) која је на граници чешких историјских покрајина, Бохемије и Моравске. То је крунско дело чешког барокног архитекте, Ј. С. Аичела, који је спојио Бороминијев барок с готичким елементима у конструкцији цркве, али и у њеној декорацији.
Након што је католичка црква прогласила реликвију језика св. Јована из Непомука за "непропадљиву" 1719. год., одмах се приступило изградњи прикладне ходочасничке цркве на месту где је овај светац крштен. Започета је 1720. године, у време процеса беатификације св. Јована из Непомука (проглашен је блаженим 1721, а канонизован 1729. године), али је изградња настављена до 1727. Цркву, њено уређење и њен намештај дизајнирао је Сантини у духу јако компликованог симболизма и готичких елемената који су тада били јако ретки и оригинални. Црква је независна просторна стварност темељена на доминацији броја "5" који се понавља свуда у цркви, страницама торња, пропорцијама и основи.
Пола века после, након пожара, облик крова је промењен, а 1994. године уписана је на Унеско-в списак места Светске баштине у Европи као необично и оригинално дело великог архитекте.
- Црква споља
- Оригинални цртеж Ј. С. Аичела
- Оригинални цртеж основе приземља Ј. С. Аичела
- Прилаз цркви
- Двориште око цркве
- Главни олтар